# Telebasis simulacrum
Telebasis simulacrum – gatunek ważki z rodziny łątkowatych (Coenagrionidae).